# Hubert von Rebeur-Paschwitz
Hubert von Rebeur-Paschwitz, né le 14 août 1863 à Francfort-sur-l'Oder et mort le 16 février 1933 à Dresde est un officier de la marine impériale allemande qui fut vizeadmiral, chef de la division de la Méditerranée et responsable de la flotte ottomane.

## Biographie
Hubert von Rebeur-Paschwitz (de) grandit dans un milieu familial aisé. Ses parents sont intéressés par une bonne éducation et une bonne réputation sociale. Son frère aîné est l'astronome et géophysicien Ernst von Rebeur-Paschwitz (de) (1861-1895), reconnu plus tard au niveau international. Hubert von Rebeur-Paschwitz est attaché de la marine à l'ambassade allemande de Washington de 1898 à 1902.
Korvettenkapitän, von Rebeur-Paschwitz commande le croiseur léger SMS Arcona de septembre 1904 à septembre 1905 dans une formation de reconnaissance. Il sert à partir d'octobre 1905 au Reichsmarineamt (bureau naval impérial, équivalent au ministère de la marine en France) et devient aide-de-camp de l'empereur Guillaume II en mai 1906. Il sera toujours proche de l'empereur par la suite. Il est élevé au grade de kapitän zur See, le 27 avril 1907.

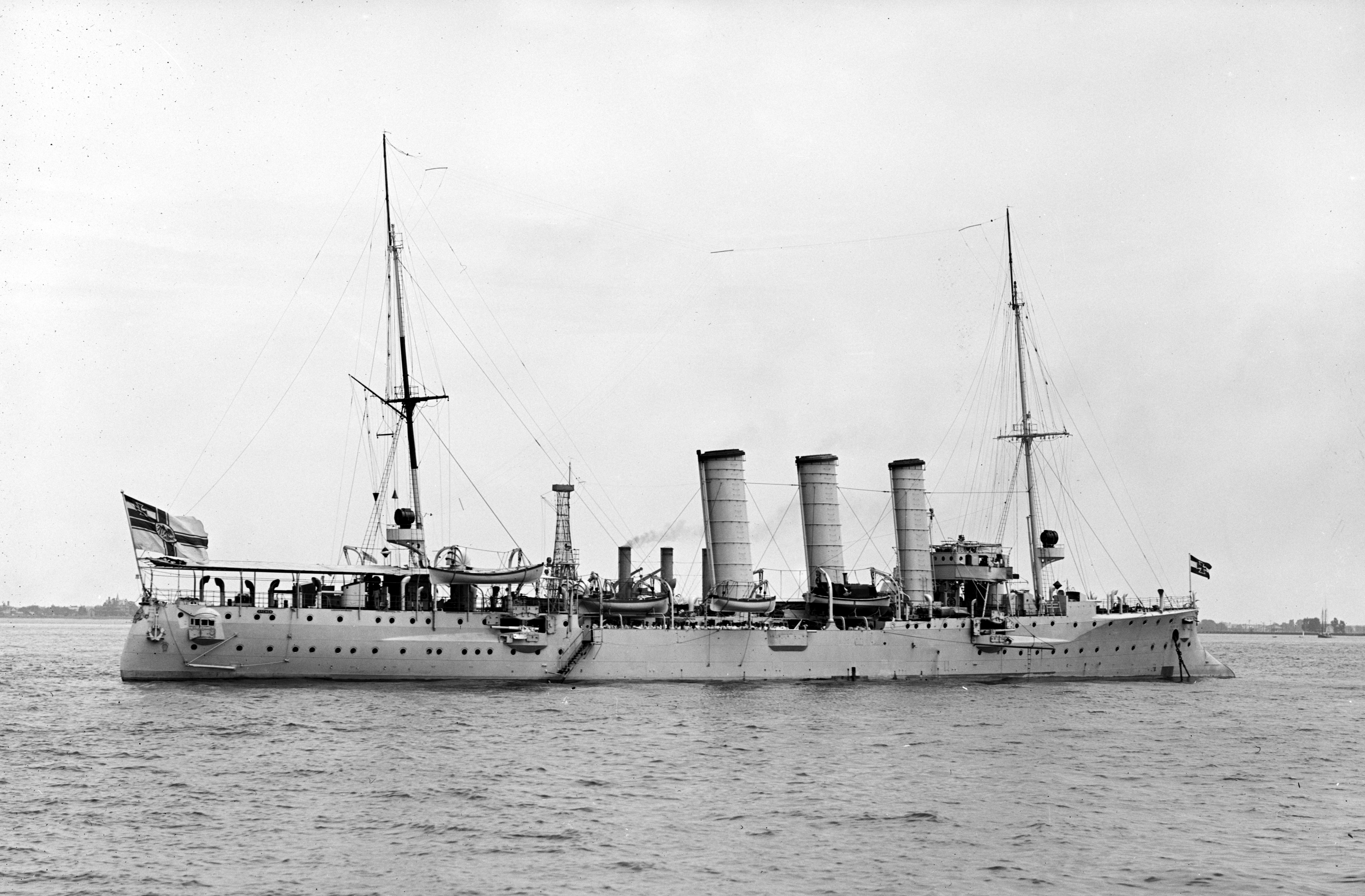
Photographie du SMS Bremen

Rebeur-Paschwitz est commandant, à partir d'octobre 1909 jusqu'en septembre 1911, du navire de ligne SMS Elsaß (Alsace) au sein de la IIe escadre, et succède au futur amiral Scheer. Il est nommé konteradmiral le 22 mars 1912 et prend le commandement, le 19 avril suivant, de la toute nouvelle division de croiseurs qui fait une visite officielle aux États-Unis du 11 mai au 29 juin 1912. Elle est composée du croiseur de bataille SMS Moltke, et du croiseur léger SMS Stettin et rejointe par le SMS Bremen. Elle arrive à Hampton Roads le 3 juin, où elle est accueillie par le président Taft et le flotte américaine de l'Atlantique. Les navires allemands quittent ensuite les Hamptons pour New York le 8 juin, où Rebeur-Paschwitz est reçu en visite officielle par l'amirauté américaine. La division repart le 13 juin 1912, le Bremen se dirigeant vers Baltimore et le Moltke et le Stettin traversant l'Atlantique. Le Moltke arrive à Kiel le 24 juin, et le Stettin le 29, car il s'était arrêté en chemin à Vigo.
Rebeur-Paschwitz est nommé à la fin des grandes manœuvres annuelles de Kiel, amiral en second de la deuxième formation des unités de reconnaissance. Il commande cette formation à bord du SMS Friedrich Carl, qui outre ce navire comprend quatre croiseurs légers, et un navire de bataille, le SMS Goeben.
En octobre, il est nommé directeur de l'académie de marine de Kiel. Il part le 8 décembre 1913 à bord du SMS Kaiser, qui est donc navire amiral, à la tête de la « division détachée » d'Amérique du Sud qui se rend jusqu'au Chili. Elle comprend aussi le SMS König Albert et le croiseur léger SMS Straßburg (Strasbourg). Elle est à Sierra Leone le 9 décembre et le 29 décembre à Lomé au Togoland, colonie allemande, puis elle se rend au Cameroun, enfin elle est rejointe à Douala par les canonnières SMS Panther (la célèbre canonnière du coup d'Agadir) et 

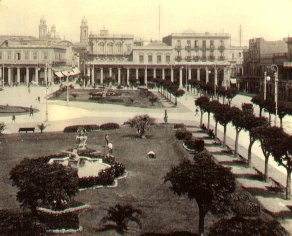
Montevideo

SMS Eber. Le 21 janvier, les navires sont à Swakopmund et le lendemain à Lüderitz. C'est alors que commence la traversée de l'Atlantique par Sainte-Hélène (2 février), jusqu'à Rio de Janeiro (du 15 au 25 février), où le président Fonseca honore la division d'une visite, puis Mar del Plata. Rebeur-Paschwitz part ensuite à bord du Straßburg à Buenos Aires, où il tombe malade. Le capitaine Adolf von Trotha, qui est à bord du Kaiser, prend donc le commandement de la division qui se dirige vers Montevideo, où il est reçu par le président José Batlle y Ordóñez. Le konteradmiral von Rebeur-Paschwitz reprend son commandement le 15 mars et la division passe le Cap Horn jusqu'à Valparaíso, différents ports du Chili et retourne en Argentine et au Brésil en mai avant de traverser l'Atlantique pour le chemin du retour. La division arrive sans aucun dommage, le 14 juin en Allemagne.

## Première Guerre mondiale
Lorsque la Première Guerre mondiale éclate, le konteradmiral prend la direction du IIIe groupe de reconnaissance, avec le vieux croiseur SMS Roon comme navire-amiral, jusqu'au 17 avril 1915. Il participe à plusieurs combats en mer Baltique et en mer du Nord. Il devient inspecteur de la formation de la Kaiserliche Marine et est élevé au titre de vizeadmiral, le 18 septembre 1915. Il est chef de la IIe escadre de la Hochseeflotte, de novembre 1916 au 15 août 1917, escadre qui est constituée de vieilles unités. Il succède à l'amiral Wilhelm Souchon, le 4 septembre 1917 en tant que chef de la division de Méditerranée et chef de la flotte ottomane. La Russie impériale s'est effondrée en février 1917 et est devenue une république socialiste, mais les bolchéviques négocient la cessation des combats avec l'Allemagne qui les finance pour renverser le gouvernement socialiste, et ils font la paix avec les Empires centraux en décembre 1917.
En janvier 1918, le vizeadmiral implique son escadre dans un combat contre les navires britanniques au large d'Imbros, où deux monitors de la Royal Navy sont coulés, mais le SMS Breslau, qui navigue sous pavillon turc (Midili), coule touché par une mine, et le SMS Goeben (devenu le Yavuz Sultan Selim) est sérieusement endommagé. Rebeur-Paschwitz demeure en mer Noire et en Turquie, jusqu'à l'Armistice.
Il prend sa retraite le 12 février 1919 et est gratifié du titre d'amiral en retraite, en automne 1919. Fidèle au Kaiser, il se rend auprès de lui à Doorn en exil et se met à son service en tant qu'aide-de-camp dans les années 1920.